# Bełmeken
Bełmeken (bułg. Белмекен, dawniej Kołarow) – szczyt we wschodniej części pasma górskiego Riła, w Bułgarii, wznoszący się na wysokość 2626 m n.p.m. Na jego zboczach znajduje się stok przeznaczony do narciarstwa alpejskiego. Szczyt jest stosunkowo łatwo dostępny w lecie.